# Nowy Folwark (przystanek kolejowy)
Nowy Folwark – przystanek osobowy zlikwidowanej w 1986 roku linii Krotoszyńskiej Kolei Dojazdowej relacji Krotoszyn Wąskotorowy - Dobrzyca - Pleszew Wąskotorowy - Pleszew Miasto - Broniszewice. Przystanek został wybudowany w 1900 roku. Znajdował się we wsi Nowy Folwark, w gminie Krotoszyn, w powiecie krotoszyńskim, w województwie wielkopolskim.